# Bry, Nord

Bry este o comună în departamentul Nord, Franța. În 1 ianuarie 2022 avea o populație de 400 de locuitori.